# Ле Гранд (Калифорнија)
Ле Гранд (енгл. Le Grand) насељено је место без административног статуса у америчкој савезној држави Калифорнија.

## Демографија
По попису из 2010. године број становника је 1.659, што је 101 (-5,7%) становника мање него 2000. године.
| Група             | 2000.         | 2010.         |
| Белци             | 329 (18,7%)   | 256 (15,4%)   |
| Афроамериканци    | 10 (0,6%)     | 19 (1,1%)     |
| Азијати           | 5 (0,3%)      | 17 (1,0%)     |
| Хиспаноамериканци | 1.387 (78,8%) | 1.357 (81,8%) |
| Укупно            | 1.760         | 1.659         |